# Cacophrissus
Cacophrissus is een kevergeslacht uit de familie van de boktorren (Cerambycidae). De wetenschappelijke naam van het geslacht werd voor het eerst geldig gepubliceerd in 1885 door Bates.

## Soorten
Cacophrissus omvat de volgende soorten:
- Cacophrissus maculipennis Chemsak & Linsley, 1963
- Cacophrissus pauper Bates, 1885
- Cacophrissus pubescens Chemsak & Linsley, 1963